# West Springfield (Massachusetts)
West Springfield – miasto w Stanach Zjednoczonych, w stanie Massachusetts, w hrabstwie Hampden po zachodniej stronie rzeki Connecticut od Springfield.